# Shashi Kapoor
Shashi Kapoor, hindi शशि कपूर, właśc. Balbir Raj Kapoor (ur. 18 marca 1938 w Kolkacie, zm. 4 grudnia 2017 w Mumbaju) – indyjski aktor filmowy i teatralny, pochodzący z aktorskiej rodziny Kapoorów (młodszy brat Raja i Shammiego, stryj Rishiego).
Grał główne role w takich filmach jak Deewaar, Satyam Shivam Sundaram czy Sharmeelee. Jego żoną od 1958 była brytyjska aktorka teatralna Jennifer Kendal (zm. 1984), z którą miał troje dzieci.

## Kariera
W wielu filmach z lat 70. i wczesnych 80. (np. Suhaag, Silsila, Kaala Patthar, Kabhi Kabhie, czy Deewaar) grał z Amitabhem Bachchanem. Jego partnerkami ekranowymi były m.in. Parveen Babi, Zeenat Aman i Hema Malini.
Występował także w wielu zachodnich produkcjach anglojęzycznych. Zagrał m.in. tytułową rolę w filmie Siddhartha (1972) w reżyserii Conrada Rooksa, a także główne role w filmach Merchant Ivory Productions (Shakespeare Wallah, Bombay Talkie, W upale i kurzu, In Custody).